# 性愛成癮的女人
是丹麥導演拉斯·馮·提爾在2013年的兩段式長篇電影作品，由夏洛特·甘斯布、史戴倫·史柯斯嘉、西亞·李畢福等主演。電影的修剪版本已於2013年12月25日在丹麥上映；而長達五個半小時的未修剪版本，其第一集於2014年2月16日在第64屆柏林影展首映，第二集則是於2014年9月1日在第71屆威尼斯影展首映。
這部作品是「抑鬱三部曲」的最後一部，前兩部分別為《撒旦的情與慾》（2009）和《驚悚末日》（2011）。

## 情节介绍
一个寒冷的冬日夜晚，单身汉塞利格曼在小巷里发现被揍的乔，他将她带回家公寓，帮她治疗伤口，投入的倾听了她人生的8个章节。一个女人从出生到50岁的性欲旅程，繁复而多样的人生故事，其间伴随着联想和突发事件，充满了野性与诗意。

## 製作
電影2012年8月28日至11月9日間於德國科隆、希爾登和比利時拍攝。本片大量性愛畫面是經由替身、特效與剪接所完成，因此雖然許多演員四點全露，但並未進行真正的性行為。